# Avinyó (kommunhuvudort)
Avinyó är en kommunhuvudort i Spanien.   Den ligger i provinsen Província de Barcelona och regionen Katalonien, i den östra delen av landet, 500 km öster om huvudstaden Madrid. Avinyó ligger 369 meter över havet och antalet invånare är 2 093.
Terrängen runt Avinyó är kuperad åt sydost, men åt nordväst är den platt. Runt Avinyó är det ganska glesbefolkat, med 29 invånare per kvadratkilometer. Närmaste större samhälle är Manresa, 19,3 km sydväst om Avinyó. I omgivningarna runt Avinyó växer i huvudsak blandskog.